# 三氯合汞(II)酸三甲基锍
三氯合汞(II)酸三甲基锍是一种三甲基锍盐，化学式为(CH3)3SHgCl3。

## 制备
二甲基亚砜和氯化汞按1:1摩尔比混合后于150 °C反应，得到的固体剩余物用甲醇处理，结晶出白色的晶体，为三氯合汞(II)酸三甲基锍。

## 结构
三氯合汞(II)酸三甲基锍属单斜晶系，晶胞参数为a=8.894 A, b=14.603 A, c=7.476 A, β=97.85°，空间群P21/n。分子中HgCl3为平面三角形，中心的Hg和临近的另外两个HgCl3中的氯接触形成Hg…Cl，使之“有效”配位数为5，分子形成准一位无限链的结构。该配合物在1.2 GPa下发生可逆相变，平面三角形的HgCl3转变为（拟）四面体的HgCl4。

## 拓展阅读
- Doyle Britton, Jack D. Dunitz. . Helvetica Chimica Acta. 1980, 63 (4): 1068–1073  [2019-01-12]. ISSN 1522-2675. doi:10.1002/hlca.19800630434 （英语）.